# Dasymys montanus
Dasymys montanus — вид гризунів родини мишевих (Muridae). Він зустрічається в Уганді і, можливо, в Демократичній Республіці Конго. Його природними середовищами існування є субтропічні або тропічні вологі гірські ліси, субтропічні або тропічні високогірні луки та болота. Йому загрожує втрата середовища проживання. З точки зору зовнішнього вигляду, він має помірний розмір порівняно з іншими представниками свого роду Dasymys, з темно-сірим довгим тонким волоссям. Має досить короткий хвіст порівняно зі своїм розміром (приблизно 70% розміру тіла).